# 宋国
宋国，周朝诸侯国，國君子姓，位于现在河南商丘和安徽淮北一带。始封君为商帝乙的长子作庶长子，帝辛的庶兄微子启，位列三恪，是等级最高的五个诸侯国之一。宋国地处中原要冲，富商巨贾云集，宋人以善于经商而闻名。前286年，宋国为齐所灭。

## 歷史

### 商朝
商王武丁曾分封自己的儿子子宋（宋伯歪）于宋国，有数块甲骨文上提到「宋」这个国家。

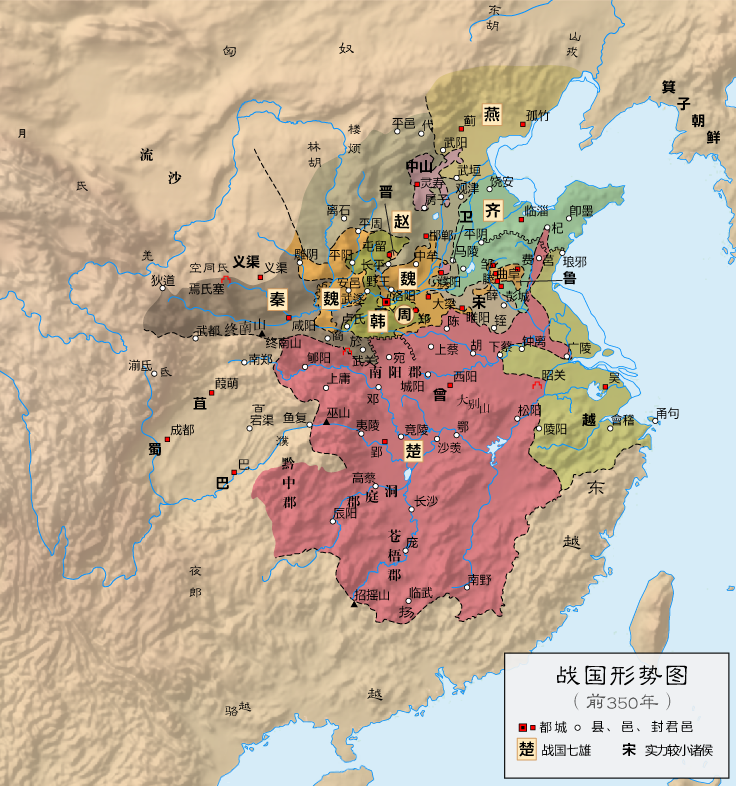
宋國位置

### 西周
武王克殷，殷商灭亡。按照分封制的禮法，朝代雖然灭亡，勝利者仍然不能让以前的贵族宗祀灭绝，或者說是殷商還有一些軍隊與實力，因此当周武王分封諸侯時，仍然封帝辛之子武庚于殷，以奉其宗祀。武王死後，武庚叛乱，被周公東征而殺死（另一说武庚北逃），另立帝辛的庶兄，当年曾降周的微子啟于商丘，国号宋，以奉商朝的宗祀，为周朝的二王三恪之一。孔子的論語“堯曰”篇曾記載此一原則叫做“興滅國，繼絕世”。

### 春秋
春秋初年，宋國仍奉行著兄终弟及的傳位制度。西元前728年，宋宣公卒，其弟宋穆公繼位。而在宋殤公時，在位尚未滿十年，即為華父督所殺。此一同時，宋國因時常干涉衛國、鄭國內政而發生戰爭。前690年宋國內亂，諸公子紛紛外逃。宋国後来逐漸發展強大，宋襄公曾經成為春秋五霸之一，但和其他四霸不同，其他四霸（齐、楚、秦、晉）称霸時都有強大的實力，召集各国会盟較為有成效。宋襄公只是在齐国内乱時，帮助齐公子復国，想代齐作為盟主，但没有軍事實力。前638年宋、楚之間發生泓水之戰，由於宋襄公在嚴謹軍事作戰的戰場上實行不切實際的“仁義”，结果被楚軍擊敗，宋襄公也因傷重身亡。
此後在北方晉国和南方楚国争霸時，宋国夹在中間，戰事連年不断。86年間（从公元前632年救宋的城濮之战，到公元前546年晋楚弭兵），遭遇了40次以上的戰争。早先于前579年由宋国權臣華元发起和平大会，后来西元前546年，宋国大夫向戌因為和晉国中军将赵武、楚国令尹屈建有私交，又正当兩国交兵疲憊之際，倡議弭兵，最終受到響應，在宋国召開十国参加的“弭兵之盟”，使宋国保証了十餘年的和平時期，中原得到四十年較為和平的環境。但在宋國內部的權力鬥爭卻仍持續不斷。

### 戰國
戰国時期，宋國與齐国都發生卿大夫奪取政權的事，宋桓公 (戰國時期)被宗室司城子罕篡位，司城子罕成為了宋國國君，是為剔成君。或說剔成君是宋桓公 (戰國時期)之子，或說是宋戴公後人，實際發生兵變的情形也不詳，具体情况难考。
前318年，剔成君之弟戴偃也篡奪剔成君之位，是為宋康王。史稱宋康王「行王政」，即實行政治改革，宋遂強盛起來。他東敗齊，南敗楚，受到齊、楚大國的忌恨，後來國家內亂，宋康王流亡。前286年，被齊國所滅。

## 人物

### 公子
- 弗父何，宋前閔公子，後為孔氏
- 皇父充石，宋戴公子，後為皇氏
- 好父說，宋戴公子，後為華氏
- 樂父衎，宋戴公子，後為樂氏
- 左師勃，宋穆公子
- 子游 (宋国)，宋閔公公子
- 右師戊，字子城，宋前莊公子，後為仲氏
- 公子朝
- 宋朝
- 公子目夷，字子魚，宋桓公子
- 向父肹，宋桓公子
- 公子鱗，宋桓公子
- 公子蕩，宋桓公子
- 公子卬，宋成公子
- 母弟須，宋文公同母弟
- 公子圍龜，字子靈，宋文公子
- 公子地，宋文公子
- 褚師段，字子石，宋共公子
- 公子御戎，宋平公子
- 公子褍秦，宋元公子
- 公孫周，字子高，公子褍秦子，宋後昭公父
- 蕭叔大心
- 公子成，宋莊公子（《左傳正義》引《世本》）
- 公孫固，宋莊公孫
- 公孫鄭
- 孔叔，宋襄公孫
- 公孫鍾離
- 公子肥
- 太子痤
- 公子城，字子边
- 公子寅
- 公子御戎
- 公子固
- 公子穀甥
- 公孫忌
- 公孫援
- 公孙丁
- 公子朱
- 墨夷須，宋襄公子（《姓氏急就章》引《世本》）

### 公族
皇氏
- 皇父充石
- 皇鄖
- 皇野，字子仲
- 皇伯，皇野子
- 皇非我，皇野子
- 皇懷，皇非我從弟
- 皇瑗
- 皇劖般，皇瑗子
- 皇麇，皇瑗子
- 皇緩，皇瑗從子
- 皇國父
- 皇奄傷
- 皇喜

華氏
- 華父說
- 華父督，名督，字華父，華父說子
- 司馬子伯
- 華家，華父督子
- 華秀老，華父督子
- 華御事，華家子
- 華耦，華御事子
- 華元，華御事子
- 華鄭，華秀老子
- 華喜，華鄭子
- 華閱，華元子
- 華臣，華元子
- 華吳，華元子
- 華椒，華閱子
- 華皋比，華閱子
- 華弱
- 華寅，華弱從兄
- 華定
- 華啟
- 華亥
- 華牼，華亥庶兄
- 華合比，華亥弟
- 華費遂，華亥弟
- 華豹，華亥弟
- 華無慼，華亥子
- 華妵，華合比子
- 華貙，華合比子
- 華多僚，華費遂子
- 華登，華費遂子
- 華免

樂氏
- 樂父術
- 樂澤，字碩甫，樂父術子
- 樂須，字夷甫，樂澤子
- 樂呂，樂須子
- 樂克，樂須子（《左傳正義》引《世本》）
- 樂曹，樂克子（《左傳正義》引《世本》）
- 樂喜，字子罕，樂曹子（《左傳正義》引《世本》）
- 樂季甫，樂澤子（《左傳正義》引《世本》）
- 樂僕伊，樂季甫子（《左傳正義》引《世本》）
- 樂豫，樂僕伊子（《左傳正義》引《世本》）
- 樂祁犁，即乐祁
- 樂溷，字子明，樂祁犁子
- 樂茷，字子路，樂溷子
- 樂輓
- 樂朱鉏，樂輓子
- 樂舍
- 樂豫
- 樂得
- 樂歂，樂得弟
- 樂嬰齊
- 樂大心
- 樂懼
- 樂將鉏
- 樂裔
- 樂遄
- 樂轡
- 樂舉
- 樂髠

仲氏
- 公子成
- 公孫師，公子成子
- 仲江，公孫師子
- 仲幾
- 仲佗

孔氏
- 弗父何
- 宋父周，弗父何子
- 世子勝，宋父周子
- 正考父，世子勝子
- 孔父嘉，正考父子
- 木金父，孔父嘉子（《左傳正義》引《世本》）
- 祁父，木金父子（《左傳正義》引《世本》）
- 防叔，祁父子，奔魯（《左傳正義》引《世本》）
- 伯夏
- 睪夷

魚氏
- 目夷
- 公孫友，目夷子
- 魚石
- 魚府

向氏
- 向盻
- 向訾守，向盻子
- 向鱣，向訾守子
- 向戌，向訾守子
- 向勝，向戌子
- 向宜，字子祿，向戌子
- 向鄭，向戌子
- 向行，向戌子
- 向寧，向戌子
- 向羅，向寧子
- 向巢，向羅子
- 向魋，向羅子
- 向頎，向羅子
- 向子車，向羅子
- 向牛，一作司馬牛，向羅子
- 向為人，族人
- 向帶，族人

鱗氏
- 公子鱗
- 鱗矔，公子鱗子
- 司徒文，鱗矔子（《左傳正義》引《世本》）
- 大司寇子奏，司徒文子（《左傳正義》引《世本》）
- 鱗朱，大司寇子奏子（《左傳正義》引《世本》）

蕩氏
- 公子蕩
- 公孫壽，公子蕩子
- 蕩意諸，公孫壽子
- 蕩虺，公孫壽子
- 蕩澤，字子山，蕩意諸子，一作蕩虺子（《左傳正義》引《世本》）

靈氏
- 公子圍龜
- 靈不緩

褚氏
- 褚師段，字子石
- 石彄

邊氏
- 公子御戎
- 邊卬

戴氏
- 戴驩（《韓非子》）

### 諸氏族
南宮氏
- 南宮長萬
- 南宮牛，長萬子

莊氏
- 莊朝
- 莊堇

祝史
- 大尹
- 祝襄

嬖寺
- 寺人惠牆，一作伊戾
- 寺人柳
- 司馬寺人，一作宜僚

### 诸臣
- 仇牧
- 猛獲
- 耏班
- 司寇牛父，即牛父
- 門尹般
- 狂狡
- 羊斟，字叔牂
- 西鉏吾
- 芮司徒
- 司馬彊
- 張匄
- 臼任
- 戴惡
- 鄭翩
- 豐愆
- 士平
- 翟僂新
- 干犫
- 廚人濮
- 省臧
- 陳寅
- 蘧富獵
- 成讙
- 郜延
- 田丙
- 子儀克
- 郳甲，本小邾公子
- 楚建，本楚太子建
- 大叔疾，本衛人
- 李史（《韓非子》）
- 景㪨（古本《竹書紀年》）
- 田襄子田讓（《呂氏春秋》、《說苑》）
- 季梁，楊朱友（《韓非子》）

### 女性
- 王姬，周襄王姊，嫁宋襄公
- 宋伯姬，一作共姬，魯宣公女，嫁宋共公
- 妾棄，宋平公夫人，生宋元公
- 曹氏，又作景曹，宋景公之母，宋元公夫人，小邾國之女

### 思想家
- 莊周
- 惠施
- 宋钘
- 墨翟
- 田鸠
- 子韦
- 儿说

宋国作为殷商后裔，是春秋战国时期的文化中心。宋国人墨子和田俅子是墨家的代表人物。孔子和子思的祖先为宋国贵族孔防叔，是宋国君的后裔。齐国贤臣晏子和楚国诗人宋玉的祖籍也是宋国。

## 宋國君主列表及在位年份
注意：
- 1.宋公以前君主在位年均為後人推測，僅供參考。
- 2.宋景公以下君主在位年均從楊寬說。

|    | 稱號                                                      | 國君姓名                          | 在位年數                                                      | 在位年份                                                                  | 出身與關係                              | 資料出處                                                                                       |
| -- | --------------------------------------------------------- | --------------------------------- | ------------------------------------------------------------- | ------------------------------------------------------------------------- | --------------------------------------- | ---------------------------------------------------------------------------------------------- |
| 1  | 宋微子                                                    | 啟 《史記》避漢景帝諱作開         | 約14年                                                        | 約前1038年 - 前1025年（周成王時期）                                       | 商帝乙子，帝辛庶兄                      | 《史記·宋世家》 陳夢家《西周年代考》                                                           |
| 2  | 宋微仲                                                    | 衍 一名泄                         | 約39年                                                        | 約前1024年 - 前986年（周康王時期）                                        | 商帝乙子，宋微子弟 《漢書》作宋微子之子 | 《史記·宋世家》及索隱 《漢書·古今人表》 陳夢家《西周年代考》                                   |
| 3  | 宋公稽(無諡)                                              | 稽                                | 約44年                                                        | 約前985年 - 前942年（周昭王、周穆王時期）                                 | 宋微仲子                                | 《史記·宋世家》 陳夢家《西周年代考》                                                           |
| 4  | 宋丁公 《漢書》遺漏此人                                   | 申                                | 約23年                                                        | 約前941年 - 前919年（周穆王時期）                                         | 宋公稽子                                | 《史記·宋世家》 《漢書·古今人表》 陳夢家《西周年代考》                                         |
| 5  | 宋湣公 《漢書》作宋愍公                                   | 共                                | 約24年                                                        | 約前918年 - 前895年（周共王時期）                                         | 宋丁公子 《漢書》作宋共公子             | 《史記·宋世家》 《漢書·古今人表》 陳夢家《西周年代考》                                         |
| 6  | 宋煬公                                                    | 熙                                | 約16年                                                        | 約前894年 - 前879年（周懿王、周孝王時期）                                 | 宋丁公子、宋湣公弟                      | 《史記·宋世家》 陳夢家《西周年代考》                                                           |
| 7  | 宋厲公                                                    | 鮒祀 一作魴祀                     | 約20年                                                        | 約前878年 - 前859年（周夷王時期）                                         | 宋湣公子                                | 《史記·宋世家》及索隱 陳夢家《西周年代考》                                                     |
| 8  | 宋僖公                                                    | 舉                                | 28年                                                          | 前858年 - 前831年                                                         | 宋厲公子                                | 《史記·宋世家》                                                                                |
| 9  | 宋惠公                                                    | 覵                                | 30年                                                          | 前830年 - 前800年                                                         | 宋僖公子                                | 《史記·宋世家》                                                                                |
| 10 | 宋哀公                                                    |                                   | 1年                                                           | 前800年                                                                   | 宋惠公子                                | 《史記·宋世家》                                                                                |
| 11 | 宋戴公                                                    | 白                                | 34年                                                          | 前799年 - 前766年                                                         | 宋哀公子                                | 《史記·宋世家》                                                                                |
| 12 | 宋武公                                                    | 司空                              | 18年                                                          | 前765年 - 前748年                                                         | 宋戴公子                                | 《史記·宋世家》                                                                                |
| 13 | 宋宣公                                                    | 力                                | 19年                                                          | 前747年 - 前729年                                                         | 宋武公子                                | 《史記·宋世家》                                                                                |
| 14 | 宋穆公 《漢書》作宋繆公                                   | 和                                | 9年                                                           | 前728年 - 前720年                                                         | 宋武公子、宋宣公弟                      | 《史記·宋世家》 《漢書·古今人表》                                                              |
| 15 | 宋殤公                                                    | 與夷                              | 9年                                                           | 前719年 - 前711年                                                         | 宋宣公子                                | 《史記·宋世家》                                                                                |
| 16 | 宋莊公 《漢書》避諱作宋嚴公                               | 馮                                | 19年                                                          | 前710年 - 前692年                                                         | 宋穆公子                                | 《史記·宋世家》 《漢書·古今人表》                                                              |
| 17 | 宋湣公 《左傳》作宋閔公 《漢書》作宋愍公                  | 捷                                | 10年                                                          | 前691年 - 前682年                                                         | 宋莊公子                                | 《史記·宋世家》 《漢書·古今人表》 《左傳》莊公十二年                                           |
| 18 | 宋公游(無謚)                                              | 游                                | 不滿3月                                                       | 前682年                                                                   | 宋湣公子                                | 《史記·宋世家》                                                                                |
| 19 | 宋桓公                                                    | 禦說                              | 31年                                                          | 前681年 - 前651年                                                         | 宋莊公子、宋湣公弟                      | 《史記·宋世家》                                                                                |
| 20 | 宋襄公                                                    | 茲甫 《左傳》名茲父               | 14年                                                          | 前650年 - 前637年                                                         | 宋桓公子                                | 《史記·宋世家》 《左傳》僖公二十三年                                                           |
| 21 | 宋成公                                                    | 王臣                              | 17年                                                          | 前636年 - 前620年                                                         | 宋襄公子                                | 《史記·宋世家》                                                                                |
| 22 | 宋公禦(無謚)                                              | 禦                                | 不滿1月                                                       | 前620年                                                                   | 宋襄公子、宋成公弟                      | 《史記·宋世家》                                                                                |
| 23 | 宋昭公                                                    | 杵臼                              | 9年                                                           | 前619年 - 前611年                                                         | 宋成公子 《史記年表》誤作宋襄公少子     | 《史記·宋世家》、《十二諸侯年表》                                                              |
| 24 | 宋文公                                                    | 鮑革 《左傳》、《史記年表》皆名鮑 | 22年                                                          | 前610年 - 前589年                                                         | 宋成公子、宋昭公弟                      | 《史記·宋世家》、《十二諸侯年表》 《左傳》成公二年                                             |
| 25 | 宋共公                                                    | 瑕 《左傳》名固                   | 13年                                                          | 前588年 - 前576年                                                         | 宋文公子                                | 《史記·宋世家》 《左傳》成公十五年                                                             |
| 26 | 宋平公                                                    | 成                                | 44年                                                          | 前575年 - 前532年                                                         | 宋共公子                                | 《史記·宋世家》                                                                                |
| 27 | 宋元公                                                    | 差                                | 15年                                                          | 前531年 - 前517年                                                         | 宋平公子                                | 《史記·宋世家》                                                                                |
| 28 | 宋景公                                                    | 欒                                | 48年（二楊） 64年（史記宋世家） 66年（史記六國表） 47年（白） | 前516年 - 前469年（二楊） 前516年 - 前451年（史記）                       | 宋元公子                                | 《史記·宋世家》 楊伯峻《春秋左傳注》 楊寬《戰國史料編年輯證》 白光琦《先秦年代探略》           |
| 29 | 啟                                                        | 啟                                | 在位數日                                                      | 前469年(未改元)                                                           | 宋元公曾孙                              | 《史記·宋世家》 《左傳》哀公二十六年                                                           |
| 30 | 宋昭公                                                    | 特 《左傳》名得                   | 65年（楊寬） 47年（史記、白）                                 | 前468年 - 前404年（楊） 前450年 - 前404年（史記） 前468年 - 前422年（白） | 宋元公曾孙、啟之兄                      | 《史記·宋世家》 《左傳》哀公二十六年 楊寬《戰國史料編年輯證》 白光琦《先秦年代探略》           |
| 31 | 宋悼公                                                    | 購由                              | 19年（楊） 8年（史記） 18年（白）                             | 前403年 - 前385年（楊） 前403年 - 前396年（史記） 前421年 - 前404年（白） | 宋昭公子                                | 《史記·宋世家》 楊寬《戰國史料編年輯證》 白光琦《先秦年代探略》                                |
| 32 | 宋休公                                                    | 田                                | 23年（史記、楊） 19年（白）                                   | 前385年 - 前363年（楊） 前395年 - 前373年（史記） 前403年 - 前385年（白） | 宋悼公子                                | 《史記·宋世家》 楊寬《戰國史料編年輯證》 白光琦《先秦年代探略》                                |
| 33 | 宋桓公或宋桓侯 舊誤作宋辟公                               | 闢兵 《紀年》名辟兵               | 7年（楊） 3年（史記） 30年（白）                              | 前362年 - 前356年（楊） 前372年 - 前370年（史記） 前384年 - 前355年（白） | 宋休公子                                | 《史記·宋世家》及索隱引《紀年》 楊寬《戰國史料編年輯證》 白光琦《先秦年代探略》                |
| 34 | 宋剔成君                                                  | 喜（戴氏）                        | 28年（楊） 41年（史記） 23年（白）                            | 前356年 - 前329年（楊） 前369年 - 前329年（史記） 前355年 - 前333年（白） | 宋戴公後裔                              | 《史記·宋世家》 钱穆《先秦诸子系年考辩》 楊寬《戰國史料編年輯證》 白光琦《先秦年代探略》       |
| 35 | 宋康王或宋王偃 《史記·龜策列傳》稱宋元王 《荀子》稱宋獻王 | 偃                                | 43年（楊、史記六國表） 47年（史記宋世家、白）                 | 前328年 - 前286年（楊、史記） 前332年 - 前286年（白）                     | 宋剔成君弟                              | 《史記·宋世家》及《龜策列傳》 楊寬《戰國史料編年輯證》 《荀子．王霸篇》 白光琦《先秦年代探略》 |

## 延伸阅读
[在维基数据编辑]
 《史記/卷038》，出自司馬遷《史記》